# Bleuet Farm Cemetery
Bleuet Farm Cemetery is een Britse militaire begraafplaats met gesneuvelden uit de Eerste- en Tweede Wereldoorlog, gelegen in het Belgische dorp Elverdinge (Ieper). De begraafplaats ligt een halve kilometer ten oosten van het centrum van Elverdinge, nabij de weg naar Boezinge. De begraafplaats werd ontworpen door Reginald Blomfield en wordt onderhouden door Commonwealth War Graves Commission. Het terrein heeft een onregelmatig grondplan met een oppervlakte van 2.100 m² en is omgeven door een lage witte stenen muur. Centraal aan de oostelijke zijde staat het Cross of Sacrifice. Er worden 452 doden herdacht. 

## Geschiedenis
Elverdinge lag tijdens de oorlog dicht bij het front. In 1917 werd een boerderij, die men Bleuet Farm noemde, gebruikt als veldhospitaal. Vlakbij opende men een begraafplaats, die in gebruik was van juni tot december 1917. Na de wapenstilstand werden nog twee graven uit de onmiddellijke omgeving aan toegevoegd en een Frans graf werd naar elders overgebracht. Onder de 443 doden uit de Eerste Wereldoorlog zijn er 437 Britten (waarvan 1 niet geïdentificeerd kon worden), 2 Canadezen, 3 Zuid-Afrikanen en 1 Duitser. 
Er liggen ook 9 Britten uit de Tweede Wereldoorlog die sneuvelden tijdens de terugtrekking van de geallieerde troepen naar Duinkerke in mei 1940.
In 2009 werd de begraafplaats beschermd als monument.

## Graven

### Onderscheiden militairen
- F.P.H. Synge, kapitein bij de Irish Guards werd onderscheiden met het Military Cross (MC).
- de sergeanten Harold Fredrick Mayo en H. Colley werden onderscheiden met de Distinguished Conduct Medal (DCM).
- sergeant A.A. Parkes, de korporaals Samuel Gould en A. Holloway, kanonniers George Edward Burleigh en Robert Neilston Rankin, pioniers H. Smith en H. Carr en de soldaat M. Lewis ontvingen de Military Medal (MM).

### Minderjarige militairen
- de soldaten H.J. Cobb van de Coldstream Guards en Ernest William Wickings van het Machine Gun Corps (Infantry) waren 17 jaar oud toen ze sneuvelden.

### Aliassen
- soldaat Eugene Joseph McQuillan diende onder het alias E.J. Branahan bij de Irish Guards.
- soldaat George Herbert Key diende onder het alias G.H. Woodward bij de Grenadier Guards.

### Gefusilleerde militairen
- soldaat Thomas Hawkins van het 7th Bn. Royal West Surrey Regiment (Queen’s) werd wegens desertie gefusilleerd op 22 november 1917.
- soldaat Arthur H. Westwood (20 jaar) van het East Surrey Regiment werd wegens desertie gefusilleerd op 23 november 1917.
- schutter Frederick William Slade (24 jaar) van het 2/6th Bn. London Regiment werd op 14 december 1917 gefusilleerd omdat hij weigerde aan te vallen tijdens de Slag om Passendale in oktober 1917 .[2]